# Ron Chipperfield
Ronald James „Ron“ Chipperfield (* 28. März 1954 in Brandon, Manitoba) ist ein ehemaliger kanadischer Eishockeyspieler und -trainer, der im Verlauf seiner aktiven Karriere zwischen 1969 und 1984 unter anderem 83 Spiele für die Edmonton Oilers und Nordiques de Québec in der National Hockey League sowie 397 weitere für die Vancouver Blazers, Calgary Cowboys und Edmonton Oilers auf der Position des Centers bestritten hat. Seine größten Erfolge feierte Chipperfield zum Ende seiner aktiven Karriere und anschließend als Trainer, als er mit dem HC Bozen insgesamt fünfmal Italienischer Meister wurde.

## Karriere
Chipperfield verbrachte seine Juniorenkarriere zunächst bei den Dauphin Kings in der Manitoba Junior Hockey League, mit denen er in der Saison 1969/70 die Meisterschaft der Liga gewann und damit am Memorial Cup teilnahm. Anschließend kehrte er in seine Geburtsstadt Brandon zurück. Dort spielte der Stürmer die folgenden vier Jahre für die Brandon Wheat Kings in der Western Canada Hockey League. Bereits in seinem Rookiejahr erreichte Chipperfield 83 Scorerpunkte. Diesen Wert überbot er in den beiden folgenden Jahren mit 112 und 113 Punkten jeweils. Zusätzlich wurde er in beiden Spielzeiten mit dem WCHL Most Gentlemanly Player Award ausgezeichnet. Sein erfolgreichstes Jahr absolvierte der Angreifer jedoch in seiner vierten und letzten Saison in der Liga. Er erreichte 162 Punkte, darunter 90 Tore, woraufhin er sowohl die Brownridge Trophy als auch den WCHL Player of the Year Award erhielt. In der Folge wurde Chipperfield im NHL Amateur Draft 1974 in der ersten Runde an 17. Stelle von den California Golden Seals aus der National Hockey League sowie im WHA Secret Amateur Draft 1974 in der zweiten Runde an 20. Position von den Vancouver Blazers aus der World Hockey Association ausgewählt. Zudem stand er im vorläufigen Kader der kanadischen Nationalmannschaft für die Summit Series 1974, zu dessen endgültigem Aufgebot er schließlich jedoch nicht gehörte.
Da beiden Ligen zu dieser Zeit in starker Konkurrenz zueinander standen, entschied sich Chipperfield seine Profikarriere in der World Hockey Association zu starten. Mit Beginn der Saison 1974/75 ging er für die Vancouver Blazers aufs Eis, während seine Transferrechte in der NHL im Saisonverlauf von den Golden Seals im Tausch für George Pesut an die Philadelphia Flyers abgegeben wurden. In Vancouver absolvierte der Mittelstürmer eine erfolgreiche erste Profisaison mit 39 Punkten; aufgrund der Umsiedlung des Franchises spielte er ab dem folgenden Spieljahr für die Calgary Cowboys. In Calgary spielte Chipperfield die folgenden beiden Jahre und gehörte jeweils zu den besten Scorern des Teams. Nachdem das Franchise im Sommer 1977 den Spielbetrieb jedoch einstellen musste, wechselte der Angreifer zur Saison 1977/78 als Free Agent zu den Edmonton Oilers. Bei den Oilers avancierte Chipperfield umgehend zum Topscorer des Teams, ehe er in seinem zweiten Jahr im Trikot durch Wayne Gretzky abgelöst wurde und verletzungsbedingt nicht alle Spiele bestreiten konnte.
Nach der Spielzeit 1978/79 wurde die WHA aufgelöst und die Edmonton Oilers gehörten zu den Mannschaften, die zur Saison 1979/80 in die NHL aufgenommen wurden. Vor dem NHL Expansion Draft 1979 wurden den Oilers die Transferrechte zugesprochen, sodass Chipperfield beim Team verblieben konnte. In der Folge wurde er zum vierten Mannschaftskapitän der Franchise-Geschichte Edmontons ernannt. Seine Amtszeit währte jedoch keine komplette Saison, da er im März 1980 im Tausch für Torhüter Ron Low zu den Nordiques de Québec transferiert wurde. Für die Nordiques kam der Kanadier jedoch bis zum Sommer 1981 nur zu 16 Spielen, davon lediglich vier in der Spielzeit 1980/81.
Chipperfield wechselte daraufhin im Sommer 1981 ins Ausland und schloss sich dem HC Bozen aus der italienischen Serie A1 an. Mit dem mit Legionären gespickten Team gewann Chipperfield zum Abschluss seiner Karriere dreimal in Folge die Italienische Meisterschaft. In seinem ersten Jahr war er zudem Topscorer und Torschützenkönig der Liga. Nach der Spielzeit 1983/84 beendete Chipperfield seine Karriere im Alter von 30 Jahren und wurde in der Folge Cheftrainer der Südtiroler. In den folgenden drei Jahren führte er die Mannschaft zu zwei weiteren Meistertiteln sowie einer Vizemeisterschaft. Im Sommer 1989 legte er sein Amt nach vier Spielzeiten nieder und betreute in der Spielzeit 1989/90 den Ligakonkurrenten Asiago Hockey, den er ebenfalls zur Vizemeisterschaft führte. Im Anschluss daran zog sich der Kanadier vollends aus dem Eishockeygeschäft zurück.

## Erfolge und Auszeichnungen
| - 1970 Turnbull-Cup-Gewinn mit den Dauphin Kings - 1972 WCHL Most Gentlemanly Player Award - 1973 WCHL Most Gentlemanly Player Award - 1974 Bester Torschütze der WCHL - 1974 Brownridge Trophy - 1974 WCHL Player of the Year - 1974 WCHL First All-Star Team - 1982 Italienischer Meister mit dem HC Bozen | - 1982 Topscorer der Serie A1 - 1982 Bester Torschütze der Serie A1 - 1983 Italienischer Meister mit dem HC Bozen - 1984 Italienischer Meister mit dem HC Bozen - 1985 Italienischer Meister mit dem HC Bozen (als Cheftrainer) - 1987 Italienischer Vizemeister mit dem HC Bozen (als Cheftrainer) - 1988 Italienischer Meister mit dem HC Bozen (als Cheftrainer) - 1990 Italienischer Vizemeister mit Asiago Hockey (als Cheftrainer) |

## Karrierestatistik
(Legende zur Spielerstatistik: Sp oder GP = absolvierte Spiele; T oder G = erzielte Tore; V oder A = erzielte Assists; Pkt oder Pts = erzielte Scorerpunkte; SM oder PIM = erhaltene Strafminuten; +/− = Plus/Minus-Bilanz; PP = erzielte Überzahltore; SH = erzielte Unterzahltore; GW = erzielte Siegtore; 1 Play-downs/Relegation; Kursiv: Statistik nicht vollständig)